# Jehro
Jehro (właściwie Jérôme Cotta) – francuski wokalista i autor tekstów.

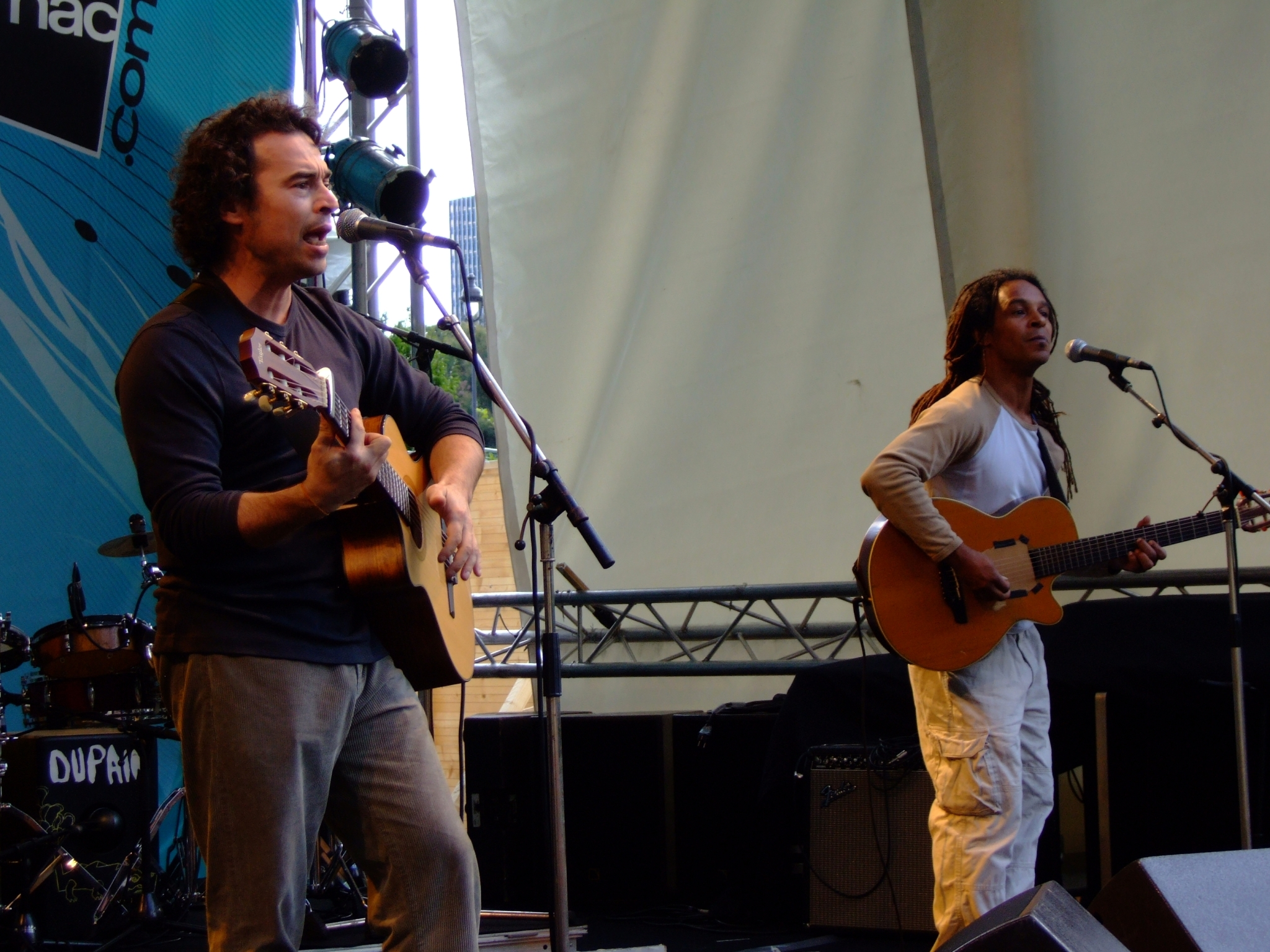
Jehro na koncercie podczas Paris-plage 2006.

## Życiorys
Urodził się w Marsylii, ale mieszka w Paryżu. Jego matka ma pochodzenie włosko-greckie, a ojciec jest rodowitym Francuzem.
Choć dzieciństwo spędził w Marsylii, w wieku 20 lat przeniósł się do Londynu, gdzie zajmował się muzykowaniem na ulicy. Był to ważny okres w życiu Jérôme, w którym muzyk odkrył wielką miłość do reggae i popu. W 1999 roku wrócił do Francji i wydał swój pierwszy album "L’arbre et le Fruit”, który szybko zagościł na francuskich listach przebojów. Płyta odniosła we Francji olbrzymi sukces; w tym też czasie fani Jérôme oraz inni muzycy zaczęli określać go mianem Jehro.
W 2007 roku, światło dzienne ujrzał pierwszy w pełni anglojęzyczny album zatytułowany pseudonimem artysty. Kompozycje, które znalazły się na "Jehro" stanowią znakomie połączenie reggae, folku i muzyki latynoskiej. Kolejną płytą (wydaną w 2011 roku) była "Cantina Paradise", na której pojawiły się piosenki zarówno w języku angielskim jak i hiszpańskim.
Jego styl muzyczny tworzą mieszanka reggae, calypso, blues'a i folku. Tematyka utworów jest zazwyczaj smutna, o poważnym charakterze.

## Dyskografia
| Rok  | Tytuł                                                                        |
| ---- | ---------------------------------------------------------------------------- |
| 2007 | Jehro - Data: 15 października 2007 - Wydawca: Recall                         |
| 2011 | Cantina Paradise - Data: 11 października 2011 - Wydawca: Warner Music France |